# Cangrejeras de Santurce 2024 (pallavolo)
Questa voce raccoglie le informazioni riguardanti le Cangrejeras de Santurce nella stagione 2024.

## Stagione
Le Cangrejeras de Santurce disputano la loro terza Liga de Voleibol Superior Femenino, classificandosi al primo posto in regular season e classificandosi ai play-off scudetto: dopo aver superato le Valencianas de Juncos in semifinale, conquistando il primo titolo della propria storia sconfiggendo in finale le Atenienses de Manatí.

## Organigramma societario
Area direttiva
- Presidente: Marcos Martínez

Area tecnica
- Allenatore: Jamille Torres[4]
- Secondo allenatore: Magdiel Rivera[5]
- Assistente allenatore: Juan Miguel Ruiz[6]

## Rosa
| N° | Nome                | Ruolo | Data di nascita  | Nazionalità sportiva |
| -- | ------------------- | ----- | ---------------- | -------------------- |
| 2  | Debora Seilhamer    | L     | 10 aprile 1985   | Porto Rico           |
| 3  | Carli Lloyd         | P     | 6 agosto 1989    | Stati Uniti          |
| 4  | Kanisha Jiménez     | O     | 28 novembre 1995 | Porto Rico           |
| 5  | Andrea Rangel       | S     | 19 maggio 1993   | Porto Rico           |
| 6  | McKenzie Adams      | S     | 13 febbraio 1992 | Stati Uniti          |
| 7  | Ninoshka Vázquez    | S     | -                | Porto Rico           |
| 8  | Ashley Vázquez      | P     | 8 gennaio 1993   | Porto Rico           |
| 9  | Nicole Cruz         | C     | 15 agosto 1995   | Porto Rico           |
| 10 | Yeliz Askan         | O     | 13 agosto 1987   | Turchia              |
| 11 | Mildrelis Rodríguez | S     | 1º aprile 1997   | Porto Rico           |
| 12 | Nancy Carrillo      | C     | 11 gennaio 1986  | Cuba                 |
| 13 | Shirley Florián     | C     | 27 luglio 1991   | Porto Rico           |
| 14 | Neira Ortiz         | C     | 6 luglio 1993    | Porto Rico           |
| 15 | Stephany Velázquez  | S     | 9 novembre 2005  | Porto Rico           |
| 16 | Helena Havelková    | S     | 25 luglio 1988   | Rep. Ceca            |
| 17 | Paola Martell       | C     | 22 dicembre 2004 | Porto Rico           |

## Mercato
| Acquisti                               | Acquisti            | Acquisti             | Acquisti   |
| R.                                     | Nome                | da                   | Modalità   |
| -------------------------------------- | ------------------- | -------------------- | ---------- |
| O                                      | Yeliz Askan         | Bodrum               | definitivo |
| C                                      | Nancy Carrillo      | -                    | definitivo |
| C                                      | Nicole Cruz         | Changas de Naranjito | definitivo |
| S                                      | Helena Havelková    | -                    | definitivo |
| P                                      | Carli Lloyd         | UYBA                 | definitivo |
| S                                      | Andrea Rangel       | Changas de Naranjito | definitivo |
| S                                      | Mildrelis Rodríguez | -                    | definitivo |
| P                                      | Ashley Vázquez      | -                    | definitivo |
| S                                      | Ninoshka Vázquez    | Criollas de Caguas   | definitivo |
| Trasferimenti nel corso della stagione |                     |                      |            |
| S                                      | McKenzie Adams      | Hisamitsu Springs    | definitivo |

Giocatrici promosse dal settore giovanile:
- Paola Martell (C)
- Stephany Velázquez (S)

| Cessioni                               | Cessioni           | Cessioni             | Cessioni   |
| R.                                     | Nome               | a                    | Modalità   |
| -------------------------------------- | ------------------ | -------------------- | ---------- |
| C                                      | Yimarilis Calderón | -                    | ritirata   |
| S                                      | Keidy Candelaria   | -                    | ritirata   |
| O                                      | Génesis Collazo    | Athletes Unlimited   | definitivo |
| S                                      | Veronica Jones     | Rio de Janeiro       | definitivo |
| S                                      | Madison Kubik      | Cuneo Granda         | definitivo |
| S                                      | Gina Mancuso       | Omaha Supernovas     | definitivo |
| L                                      | Dalianliz Rosado   | Criollas de Caguas   | definitivo |
| P                                      | Kathia Sánchez     | Changas de Naranjito | definitivo |
| C                                      | Dulce Téllez       | -                    | ritirata   |
| P                                      | Natalia Valentín   | Athletes Unlimited   | definitivo |
| Trasferimenti nel corso della stagione |                    |                      |            |
| C                                      | Nancy Carrillo     | -                    | svincolata |
| O                                      | Kanisha Jiménez    | -                    | svincolata |

## Risultati

### LVSF

#### Regular season
| 19 gennaio 2024 Coliseo Rafael Amalbert, Juncos       | Valencianas de Juncos   | 3 - 1 | Cangrejeras de Santurce | 19-25, 25-19, 25-23, 25-23        |
| 22 gennaio 2024 Coliseo Roberto Clemente, San Juan    | Cangrejeras de Santurce | 3 - 1 | Atenienses de Manatí    | 25-18, 25-19, 19-25, 25-23        |
| 24 gennaio 2024 Coliseo Gelito Ortega, Naranjito      | Changas de Naranjito    | 0 - 3 | Cangrejeras de Santurce | 22-25, 24-26, 19-25               |
| 26 gennaio 2024 Coliseo Mario Morales, Guaynabo       | Mets de Guaynabo        | 2 - 3 | Cangrejeras de Santurce | 25-16, 14-15, 25-21, 19-25, 10-15 |
| 30 gennaio 2024 Coliseo Roberto Clemente, San Juan    | Cangrejeras de Santurce | 2 - 3 | Criollas de Caguas      | 22-25, 32-30, 25-22, 19-25, 11-15 |
| 1º febbraio 2024 Cancha José "Pepin" Cestero, Bayamón | Pinkin de Corozal       | 1 - 3 | Cangrejeras de Santurce | 19-25, 25-19, 22-25, 25-27        |
| 3 febbraio 2024 Coliseo Roberto Clemente, San Juan    | Cangrejeras de Santurce | 3 - 0 | Valencianas de Juncos   | 25-15, 25-16, 25-17               |
| 4 febbraio 2024 Coliseo Juan Aubín Cruz Abreu, Manatí | Atenienses de Manatí    | 3 - 2 | Cangrejeras de Santurce | 33-35, 20-25, 25-15, 27-25, 15-5  |
| 9 febbraio 2024 Coliseo Roberto Clemente, San Juan    | Cangrejeras de Santurce | 3 - 0 | Mets de Guaynabo        | 25-12, 25-13, 25-21               |
| 13 febbraio 2024 Coliseo Roberto Clemente, San Juan   | Cangrejeras de Santurce | 3 - 2 | Criollas de Caguas      | 25-19, 16-25, 19-25, 25-15, 15-10 |
| 15 febbraio 2024 Cancha José "Pepin" Cestero, Bayamón | Pinkin de Corozal       | 2 - 3 | Cangrejeras de Santurce | 17-25, 25-20, 23-25, 26-24, 10-15 |
| 17 febbraio 2024 Coliseo Rafael Amalbert, Juncos      | Valencianas de Juncos   | 0 - 3 | Cangrejeras de Santurce | 22-25, 22-25, 18-25               |
| 19 febbraio 2024 Coliseo Roberto Clemente, San Juan   | Cangrejeras de Santurce | 2 - 3 | Atenienses de Manatí    | 29-27, 25-23, 19-25, 18-25, 11-15 |
| 21 febbraio 2024 Coliseo Gelito Ortega, Naranjito     | Changas de Naranjito    | 3 - 2 | Cangrejeras de Santurce | 21-25, 25-20, 25-19, 22-25, 7-15  |
| 27 febbraio 2024 Coliseo Roger L. Mendoza, Caguas     | Criollas de Caguas      | 0 - 3 | Cangrejeras de Santurce | 18-25, 24-26, 13-25               |
| 29 febbraio 2024 Coliseo Roberto Clemente, San Juan   | Cangrejeras de Santurce | 3 - 1 | Pinkin de Corozal       | 27-25, 19-25, 25-14, 25-13        |
| 2 marzo 2024 Coliseo Roberto Clemente, San Juan       | Cangrejeras de Santurce | 3 - 0 | Valencianas de Juncos   | 25-19, 25-20, 25-16               |
| 3 marzo 2024 Coliseo Juan Aubín Cruz Abreu, Manatí    | Atenienses de Manatí    | 1 - 3 | Cangrejeras de Santurce | 14-25, 26-24, 25-27, 23-25        |
| 6 marzo 2024 Coliseo Roberto Clemente, San Juan       | Cangrejeras de Santurce | 3 - 1 | Changas de Naranjito    | 23-25, 25-16, 25-13, 25-18        |
| 8 marzo 2024 Coliseo Roberto Clemente, San Juan       | Cangrejeras de Santurce | 3 - 1 | Mets de Guaynabo        | 25-19, 25-17, 26-28, 25-19        |
| 12 marzo 2024 Coliseo Roger L. Mendoza, Caguas        | Criollas de Caguas      | 0 - 3 | Cangrejeras de Santurce | 22-25, 17-25, 22-25               |
| 14 marzo 2024 Coliseo Roberto Clemente, San Juan      | Cangrejeras de Santurce | 3 - 1 | Pinkin de Corozal       | 29-27, 25-17, 21-25, 25-16        |
| 15 marzo 2024 Coliseo Mario Morales, Guaynabo         | Mets de Guaynabo        | 0 - 3 | Cangrejeras de Santurce | 23-25, 18-25, 20-25               |
| 18 marzo 2024 Coliseo Roberto Clemente, San Juan      | Cangrejeras de Santurce | 3 - 0 | Changas de Naranjito    | 25-14, 25-16, 25-18               |

#### Play-off
| Semifinali (gara 1) - 30 marzo 2024 Coliseo Roberto Clemente, San Juan | Cangrejeras de Santurce | 3 - 0 | Valencianas de Juncos   | 25-16, 25-16, 25-18               |
| Semifinali (gara 2) - 1º aprile 2024 Coliseo Rafael Amalbert, Juncos   | Valencianas de Juncos   | 0 - 3 | Cangrejeras de Santurce | 16-25, 17-25, 23-25               |
| Semifinali (gara 3) - 3 aprile 2024 Coliseo Roberto Clemente, San Juan | Cangrejeras de Santurce | 3 - 1 | Valencianas de Juncos   | 25-23, 25-15, 22-25, 25-23        |
| Semifinali (gara 4) - 5 aprile 2024 Coliseo Rafael Amalbert, Juncos    | Valencianas de Juncos   | 0 - 3 | Cangrejeras de Santurce | 20-25, 22-25, 18-25               |
| Finale (gara 1) - 14 aprile 2024 Coliseo Roberto Clemente, San Juan    | Cangrejeras de Santurce | 3 - 1 | Atenienses de Manatí    | 24-26, 26-24, 25-16, 25-15        |
| Finale (gara 2) - 17 aprile 2024 Coliseo Juan Aubín Cruz Abreu, Manatí | Atenienses de Manatí    | 2 - 3 | Cangrejeras de Santurce | 21-25, 25-23, 25-23, 23-25, 14-16 |
| Finale (gara 3) - 20 aprile 2024 Coliseo Roberto Clemente, San Juan    | Cangrejeras de Santurce | 3 - 0 | Atenienses de Manatí    | 25-16, 25-22, 25-21               |
| Finale (gara 4) - 22 aprile 2024 Coliseo Juan Aubín Cruz Abreu, Manatí | Atenienses de Manatí    | 1 - 3 | Cangrejeras de Santurce | 22-25, 25-22, 22-25, 17-25        |

## Statistiche

### Statistiche di squadra
| Competizione | Punti | In casa | In casa | In casa | In trasferta | In trasferta | In trasferta | Totale | Totale | Totale |
| Competizione | Punti | G       | V       | P       | G            | V            | P            | G      | V      | P      |
| ------------ | ----- | ------- | ------- | ------- | ------------ | ------------ | ------------ | ------ | ------ | ------ |
| LVSF         | 58    | 16      | 14      | 2       | 16           | 13           | 3            | 32     | 27     | 5      |
| Totale       | -     | 16      | 14      | 2       | 16           | 13           | 3            | 32     | 27     | 5      |

G = partite giocate; V = partite vinte; P = partite perse

### Statistiche dei giocatori
Dati non disponibili.